# Corbalán (Teruel)
Corbalán ist ein Ort und eine Gemeinde (municipio) mit 118 Einwohnern (Stand: 2024) im Zentrum der Provinz Teruel in der Autonomen Region Aragonien im östlichen Zentralspanien.

## Lage und Klima
Der Ort Corbalán liegt im Süden des Iberischen Gebirges etwa 14 km (Fahrtstrecke) nordöstlich der Stadt Teruel in einer Höhe von ca. 1260 m. Das Klima ist gemäßigt bis warm; Regen (ca. 427 mm/Jahr) fällt übers Jahr verteilt.

## Bevölkerungsentwicklung
| Jahr      | 1970 | 1981 | 1991 | 2001 | 2011 | 2021 |
| Einwohner | 205  | 129  | 80   | 79   | 107  | 108  |

Die Mechanisierung der Landwirtschaft sowie die Aufgabe bäuerlicher Kleinbetriebe und der daraus resultierende Verlust an Arbeitsplätzen haben in der zweiten Hälfte des 20. Jahrhunderts zu einem deutlichen Bevölkerungsrückgang (Landflucht) geführt.

## Sehenswürdigkeiten
- Peterskirche
- Marienkapelle